# Johann Friedrich Böhmer
Johann Friedrich Böhmer (født 22. april 1795 i Frankfurt a. M., død 22. oktober 1863 sammesteds) var en tysk historiegransker,.
Efter længere studieophold i Italien blev Böhmer 1823 sekretær i "Selskabet for Tysklands ældre historie"; 1830 blev han overbibliotekar i Frankfurt. I Italien var han blevet betaget af romantikken, sværmede for middelalderen, hadede Preussen og protestantismen, hvori han fandt årsagen til Tysklands politiske opløsning, medens han sympatiserede med Østerrig og katolicismen uden dog selv at træde over til denne.
Som gransker var han en udpræget samlernatur, og for at finde kilderne til Tysklands historie i middelalderen gennemforskede han biblioteker og arkiver i Tyskland, Italien, Frankrig og Nederlandene. Som frugt af disse anstrengelser fremkom først: Urkunden der römischen Könige und Kaiser von Konrad I bis Heinrich VII, 911-1313, in kurzen Auszügen (Frankfurt 1831), der efterfulgtes af en række andre udgiverarbejder.
De vigtigste er hans regestaværker over de tyske kejserbreve (Die Regesten des Kaiserreichs 1246-1313, Stuttgart 1844; Die Regesten des Kaiserreichs 1198-1254, sammesteds 1847-48, 2 bind, på ny udgivne af Ficker og Winkelmann, Innsbruck 1879-1901) og en samling af kilder fra 12. og 13. århundrede: Fontes rerum germanicarum (Stuttgart 1843-68).
Af hans rige efterladenskaber er udgivne blandt andet Acta imperii selecta (ved Ficker, Innsbruck 1866-68); Die Regesten des Kaiserreichs unter Karl IV ved Huber (sammesteds 1874-76) og Die Regesten des Kaiserreichs unter den Karolingern, bearbejdede af Mühlbacher (sammesteds 1880-89, l bind). Hans mindre skrifter og breve tillige med hans biografi er udgivne af Janssen (Freiburg im Breisgau 1868, 3 bind).